# Alessio Cerci
Alessio Cerci, född 23 juli 1987 i Velletri, är en italiensk fotbollsspelare som spelar anfallare och ytter för Serie A-klubben Salernitana. Han har tidigare spelat för bland annat Roma, Brescia, Pisa, Atalanta, Fiorentina, Torino, Milan och Genoa. Han har även representerat Italiens landslag.

## Landslagskarriär
Cerci har tidigare spelat för Italiens U16, U17, U18, U19, U20 samt U21-landslag. Han debuterade i Italiens seniorlandslag den 21 mars 2013 i en vänskapsmatch mot Brasilien som slutade 2–2 och där Cerci blev inbytt mot Andrea Pirlo.